# Johann Fidelis Wez

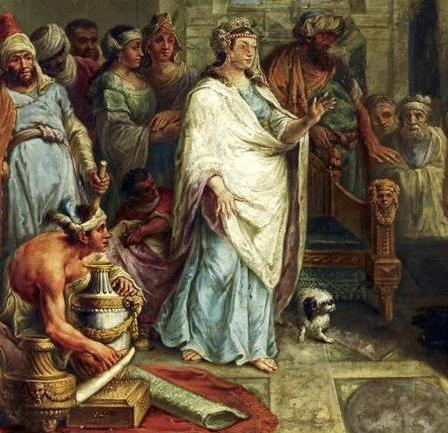
Die Königin von Saba, Ausschnitt aus einer Meersburger Supraporte

Johann Fidelis Wez (* 19. September 1741 in Sigmaringen; † 29. April 1820 ebenda) war ein deutscher Maler.

## Leben und Werke
Wez war ein Sohn des Sigmaringer Gastwirtes („Zum Hirsch“) Johann Georg Wez und dessen Ehefrau Agathe (geborene Filser). Er begann seine Ausbildung zum Maler in seinem 19. Lebensjahr, nachdem er zuvor vier Monate dem Franziskanerorden angehört hatte. Er verbrachte danach mehrere Jahre auf Reisen. Etwa ab dem Tod des Andreas Meinrad von Ow im Jahr 1792 mehrten sich die Aufträge, die er erhielt. Er stattete zahlreiche Kirchen in Hohenzollern und Baden mit Bildern aus. 1891 schuf er ein Abendmahl, eine Unbefleckte Empfängnis und einen Johannes Nepomuk für die Pfarrkirche in Boll, 1788 eine Kreuzigung Christi für die Pfarrkirche in Thalheim (Oberamt Sigmaringen), 1789 eine Verkündigung für den nördlichen Seitenaltar der Pfarrkirche St. Jakob in Owingen sowie einen heiligen Wendelin für den südlichen Seitenaltar derselben Kirche, 1791 eine Erscheinung des heiligen Michael auf dem Monte Gargano, einen heiligen Franziskus und einen heiligen Antonius für die Kirche in Veringendorf, einen Christus am Ölberg sowie eine Geißelung und eine Dornenkrönung malte er 1792 in Storzingen. Sein heiliger Nikolaus vor Maria aus dem Jahr 1797 in Dietelhofen im Kreis Riedlingen wurde übermalt. Aus dem Jahr 1819 stammt der Abschied der Apostelfürsten Petrus und Paulus vor ihrem Gang zur Marterstätte in Sigmaringendorf. In Hart im Oberamt Haigerloch hinterließ er eine Heilige Familie, eine Enthauptung des Johannes und die Heiligen Wendelin und Fidelis. In Leibertingen malte er eine Kreuzigung, in Veringendorf, Storzingen, Steinhilben und Langenenslingen Stationen- und Apostelbilder.  Im Neuen Schloss in Meersburg befinden sich vier Supraporten von Wez’ Hand.
Die Langenenslinger Apostelbilder galten zeitweise als verschollen, wurden aber auf dem Dachboden des Pfarrhauses wiedergefunden.
Seine Leistungen als Porträtist sollen bemerkenswerter gewesen sein. Viele Bildnisse kamen in Sigmaringer Privatbesitz; das Porträt des Stadtpfarrers Schwab allerdings gelangte ins Sigmaringer Rathaus und die Bildnisse von Laurenz und Franziska Arnaud ins Weinhaus Arnaud in Sigmaringen. Ein Selbstporträt Wez’, dessen Rückseite einige biographische Informationen über Wez trägt, gehörte Berta Mock in Sigmaringen.
Auf einem weiteren Selbstporträt findet sich Wez’ Motto: „Vita brevis, ars longa; ergo nulla dies sine linea.“ Der Rheinische Merkur bezeichnete Wez 1955 anlässlich des Ankaufs seiner Skizzenbücher, die dadurch nach Sigmaringen gelangten, als „einen aus barocker Tradition gewachsenen, liebevoller Versenkung ins Detail fähigen Künstler von trefflicher Beobachtungsgabe und klarem sicherem Strich.“ Wez starb nach einem Schlaganfall. In Sigmaringen erinnert die Wetzstraße an den Maler.